# Galina Zybina
Galina Ivanovna Zybina (em russo: Галина Ивановна Зыбина; Leningrado, 22 de janeiro de 1931 – 10 de agosto de 2024) foi uma atleta da União Soviética, campeã olímpica em Helsinque 1952.

## Biografia
Galina perdeu a mãe e o irmão durante a Segunda Guerra Mundial, mortos de fome e frio, durante o cerco alemão a Leningrado, como chamava-se São Petersburgo na época. Sobreviveu à guerra e tornou-se uma atleta de nível internacional nas provas de lançamento feminino.
Especialista no arremesso de peso e lançamento de dardo, ela participou de quatro Jogos Olímpicos, conquistando medalhas em três deles, Helsinque 1952, Melbourne 1956 e Tóquio 1964. Quebrou o recorde mundial da primeira prova oito vezes consecutivas, além de vários recordes soviéticos no arremesso de dardo.
Galina foi campeã olímpica do arremesso de peso em Helsinque, com uma marca de 15,28 m, recorde mundial e olímpico da prova. Em Melbourne, quatro anos depois, conquistou a medalha de prata. Participou dos Jogos Olímpicos de Roma conseguindo apenas a sétima colocação, mas voltou a disputar mais uma Olimpíada em 1964, em Tóquio, encerrando sua carreira nos Jogos com uma medalha de bronze, aos 33 anos.
Morreu em 10 de agosto de 2024.